# 2002 GA33
2002 GA33, também escrito como 2002 GA33, é um objeto transnetuniano que está localizado no Cinturão de Kuiper, uma região do Sistema Solar. Este objeto é classificado como um provável cubewano. Ele possui uma magnitude absoluta de 8,6 e tem um diâmetro estimado com cerca de 84 km.

## Descoberta
2002 GA33 foi descoberto no dia 7 de abril de 2002 pelos astrônomos J. Pittichova e K. J. Meech.

## Órbita
A órbita de 2002 GA33 tem uma excentricidade de 0,000 e possui um semieixo maior de 43,019 UA. O seu periélio leva o mesmo a uma distância de 43,019 UA em relação ao Sol e seu afélio a 43,019 UA.